# غلام حسين ساعدي
غلام حسين ساعدي (بالفارسية: غلامحسین ساعدی) ولد في سنه 1934 في مدينة تبريز الإيرانية. نشر أول آثاره في سنه 1954 في مجلات الأدبي.

## حياته
ولد هذا الكاتب المسرحي والقصصي الكبير في (1935) بمدينة تبريز و هي مركز محافظة آذربايجان الشرقية. تخرّج بدرجة دكتوراه في علم النفس واشتغل في مجال تخصصه إلى خروجه من إيران إلى باريس بعد الثورة الإسلامية. كتب في شتى فروع الكتابة الأدبية مثل الرواية والقصة القصيرة والمسرحية و السيناريو والترجمة و يعد من الأسماء اللامعة في مجال الأدب القصصي. توفى ساعدي في باريس 1985 و هو لم يزل في الخمسين من عمره لكنه خلّف لقرائه خزيناً ضخماً من الأعمال الأدبية يفوق عدده الخمسين كتاباً. من أهم آثاره هو كتاب أصحاب العزاء في بَيَل الذي تحول إلى فلم سينمائي وحصل على جوائز عالمية.
توفي ساعدي 1985 في فرنسا ودفن في مقبره پرلاشز في جوار صادق هدايت الكاتب المعروف الإيراني.

## آثاره

### المسرح
مسرحية غوهر مراد.

### قصص قصيرة وروايات
- أصحاب العزاء في بيل
- سهرة رائعة
- المهد واللحد
- الخوف والارتجاف
- رهبة بلا شكل ولا لون،
- المقتل
- الكرة
- غريب في المدينة
- المتسولة

## مصدر
- مدونة اخبار من الكتاب الإيرانيين